# サン・ルイス (アルゼンチン)
サン・ルイス（西: San Luis）は、アルゼンチンのサンルイス州にある都市で、同州の州都である。人口は約20万人（2015年）。

## 概要
パンパス高原上の標高730m、コルドバ山脈のふもとに位置し、南をチョリヨス川が流れる。新古典主義建築の大聖堂、ドラ・オチョア・デ・マスラモン州立博物館などの博物館、植民地建築などが見どころとして挙げられる。独立戦争を記念した歴史的建造物も多く、独立広場にはアルゼンチンのみならずチリ、ペルーの解放者でもあるホセ・デ・サン・マルティン将軍の騎馬像が建ち、独立広場のすぐ北にあるプリングレス広場はサン・マルティンの腹心でサン・ルイス州知事も務めたフアン・パスクアル・プリングレスにちなみ名づけられた。
近くのポトレーロ・デ・ロス・フネス湖などでは釣りが人気で、街から122kmのところにはシエラ・デ・ラス・キハーダス国立公園がある。
国道7号線がメンドサ（西へ255km）やブエノスアイレス（東へ791km）との間を通っている。ダウンタウンから北へ3kmほどのところにあるサン・ルイス空港にはブエノスアイレス便が就航している。

## 歴史
1594年8月25日にルイス・フフレ・デ・ロアイサ・イ・メネセスが建設した。後に廃村となったが、1632年にマルティン・ガルシーア・オーニェス・デ・ロヨラがサン・ルイス・デ・ロヨラ・ヌエバ・メディーナ・デ・リオ・セコ (San Luis de Loyola Nueva Medina de Río Seco) と改称し再興した。19世紀末には7000人が暮らし、1882年にはここからチリまでアルゼンチン大西部鉄道が開通した。知事行政庁舎はフランスのルネサンス様式で、1911年に完成した。人口が4万人を超えた1960年以降、軽工業の成長と退職者の移住で急速に発展し、2001年の国勢調査では15万3322人を数えるに至った。
シエラス・グランデス山地にあるためプンタ・デ・ロス・ベナードス (Punta de los Venados) との異名を持ち、市民はプンターノス (puntanos) と呼ばれる。

## 気候
ステップ気候に近い温暖湿潤気候で、夏は蒸し暑い一方で冬は寒く、氷点下になることもある。一年で最も暑い1月の平均気温は24.4℃、最も寒い7月のそれは9.4℃である。年間平均気温は17.2℃である。
| サン・ルイスの気候     | サン・ルイスの気候 | サン・ルイスの気候 | サン・ルイスの気候 | サン・ルイスの気候 | サン・ルイスの気候 | サン・ルイスの気候 | サン・ルイスの気候 | サン・ルイスの気候 | サン・ルイスの気候 | サン・ルイスの気候 | サン・ルイスの気候 | サン・ルイスの気候 | サン・ルイスの気候 |
| 月                     | 1月                | 2月                | 3月                | 4月                | 5月                | 6月                | 7月                | 8月                | 9月                | 10月               | 11月               | 12月               | 年                 |
| ---------------------- | ------------------ | ------------------ | ------------------ | ------------------ | ------------------ | ------------------ | ------------------ | ------------------ | ------------------ | ------------------ | ------------------ | ------------------ | ------------------ |
| 平均最高気温 °C （°F） | 31.1 (88)          | 30 (86)            | 27 (81)            | 23.6 (74.5)        | 20.3 (68.5)        | 16.9 (62.4)        | 16.8 (62.2)        | 19.3 (66.7)        | 21.7 (71.1)        | 25.4 (77.7)        | 28.3 (82.9)        | 30.4 (86.7)        | 24.23 (75.64)      |
| 日平均気温 °C （°F）   | 24.4 (75.9)        | 23.1 (73.6)        | 20.2 (68.4)        | 16.7 (62.1)        | 13.2 (55.8)        | 9.6 (49.3)         | 9.4 (48.9)         | 11.6 (52.9)        | 14.5 (58.1)        | 18.4 (65.1)        | 21.4 (70.5)        | 23.6 (74.5)        | 17.18 (62.93)      |
| 平均最低気温 °C （°F） | 17.6 (63.7)        | 16.7 (62.1)        | 14.3 (57.7)        | 11 (52)            | 7.5 (45.5)         | 4 (39)             | 3.5 (38.3)         | 5.3 (41.5)         | 7.8 (46)           | 11.8 (53.2)        | 14.6 (58.3)        | 16.8 (62.2)        | 10.91 (51.63)      |
| 降水量 mm （inch）     | 110 (4.33)         | 77 (3.03)          | 75 (2.95)          | 37 (1.46)          | 12 (0.47)          | 10 (0.39)          | 10 (0.39)          | 7 (0.28)           | 17 (0.67)          | 42 (1.65)          | 71 (2.8)           | 99 (3.9)           | 567 (22.32)        |
| 出典：                 |                    |                    |                    |                    |                    |                    |                    |                    |                    |                    |                    |                    |                    |

## ギャラリー

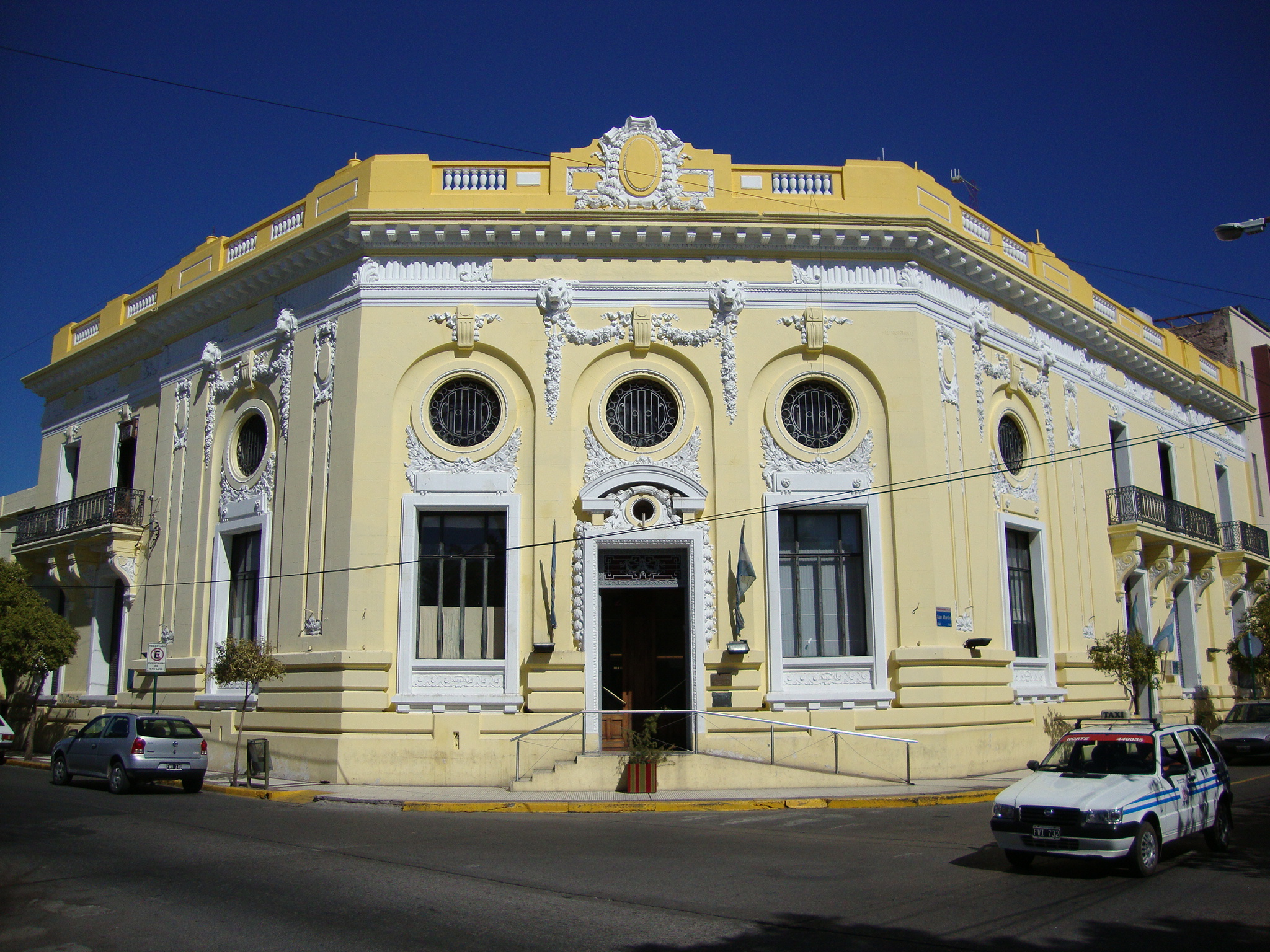
市庁舎
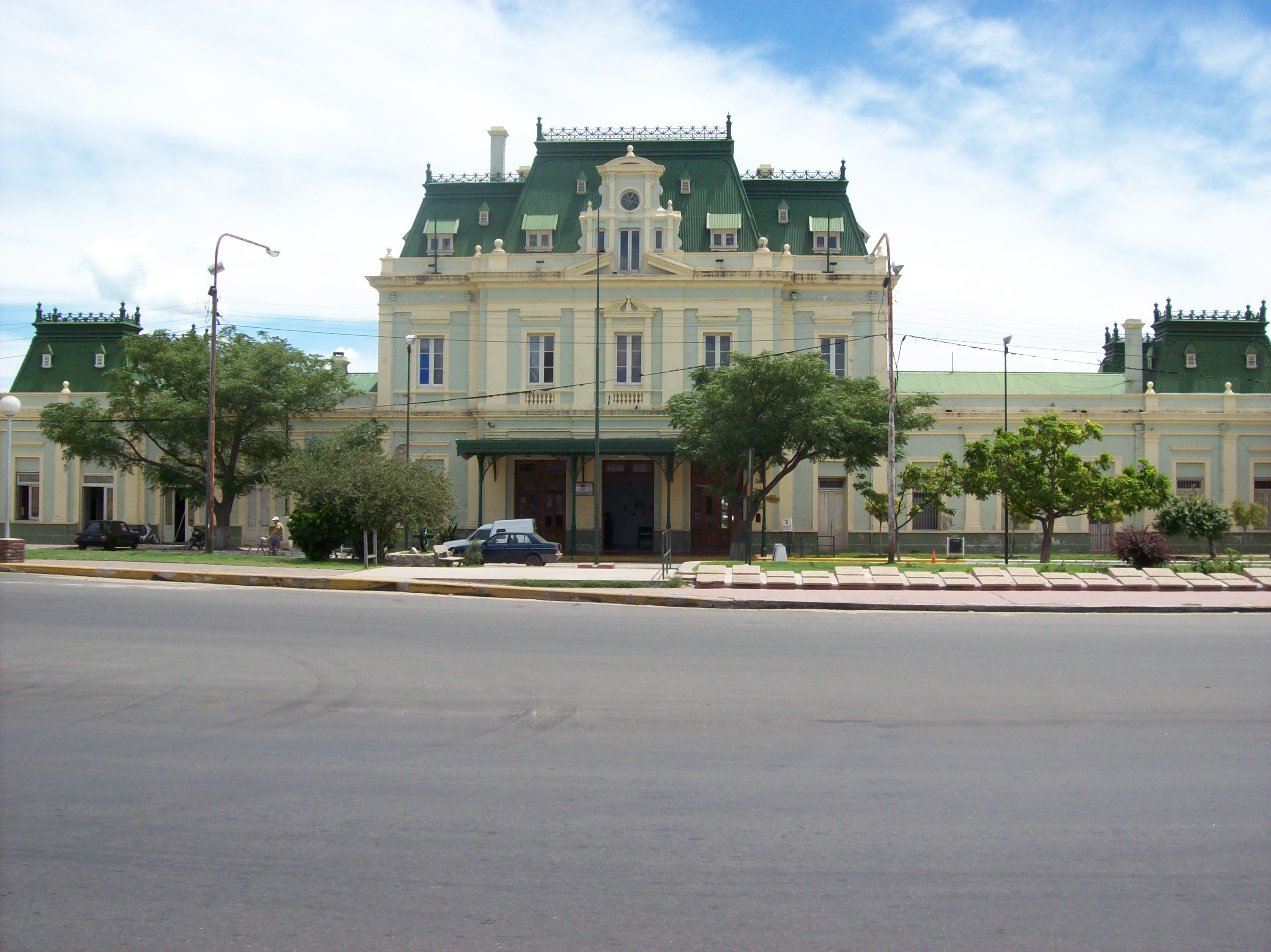
駅を改装した文化センター
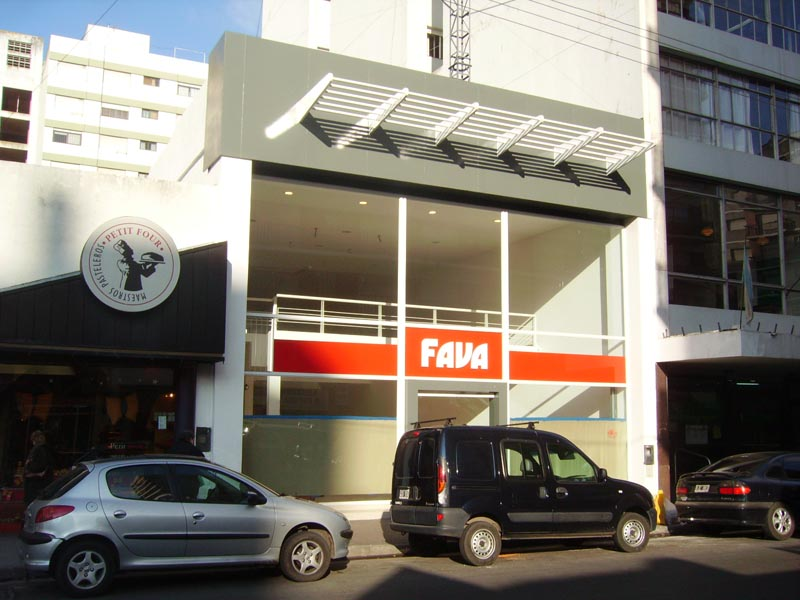
ダウンタウンの街並み